# Florenz Robert Schabbon

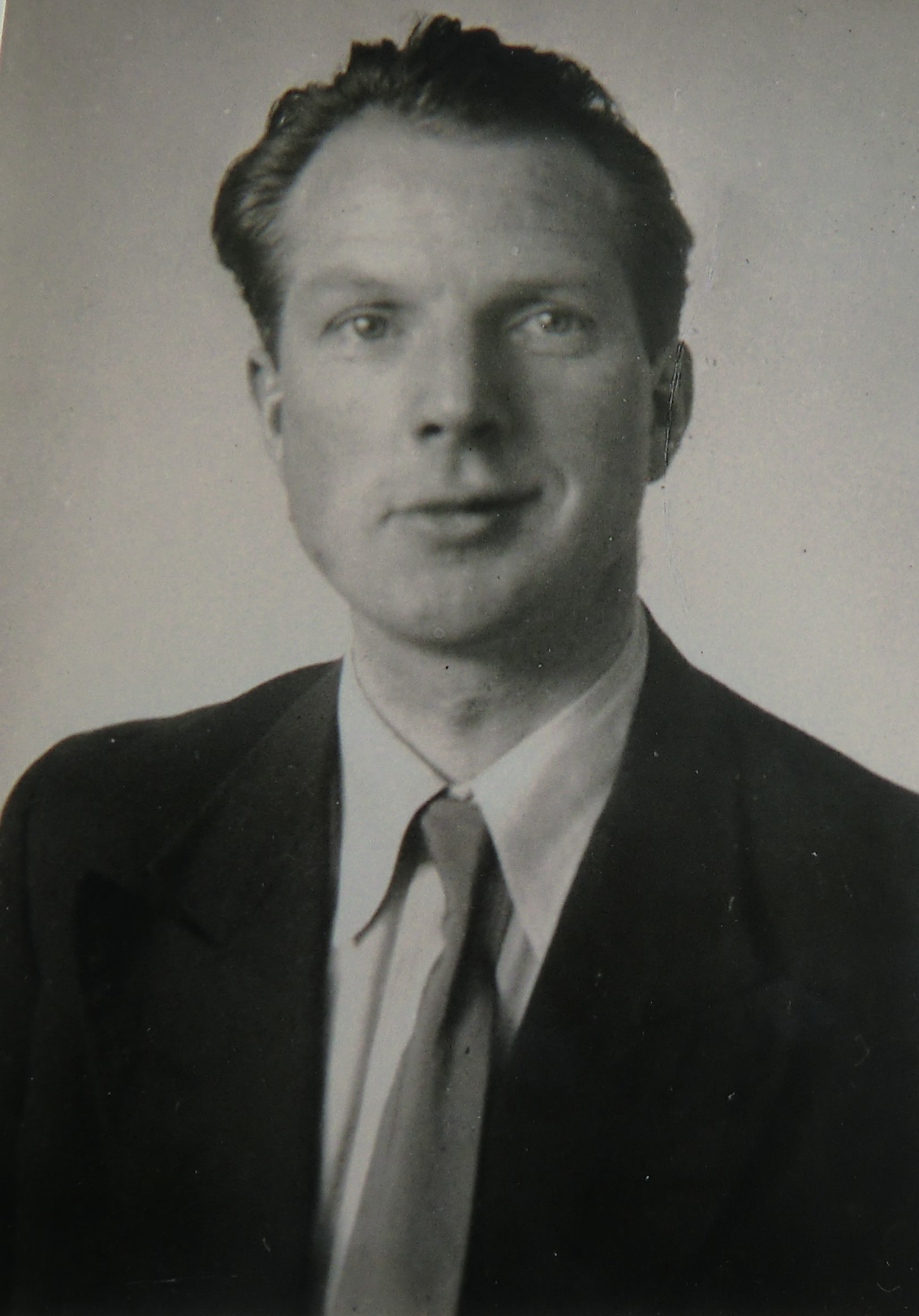
Florenz Robert Schabbon (Passfoto)

Florenz Robert Schabbon (* 23. Juli 1899 in Bielefeld; † 23. März 1934 in Berlin) war ein deutscher Maler und Dichter.

## Leben
Nach einer Lehre als Maler im väterlichen Geschäft und zwei Jahren als Soldat im Ersten Weltkrieg besuchte Florenz Robert Schabbon 1921–1922 die Klasse von Ludwig Godewols an der Handwerker- und Kunstgewerbeschule Bielefeld. Dort lernte er Heinrich Ehrler (Malermeister und Kunstmaler, 1898–1964), seinen lebenslangen Freund und späteren Schwager, kennen. Zu seinem neun Jahre älteren Großcousin Wilhelm Dietrich Schabbon (1890–1962), Kunstmaler und Leiter der Goldschmiedeklasse am Bauhaus, bestand ein künstlerischer Austausch.
Von 1921 bis ca. 1923 verfasste er einen Band mit zahlreichen lyrischen Texten und Gedichten. Aufgrund einer Lungenkrankheit, wohl Tuberkulose, verbrachte er einige Zeit in einem Sanatorium in Arosa in der Schweiz.
Schabbon studierte in München unter Franz von Stuck, dann ein Jahr in Italien. Es folgte 1924–1928 ein Studium an der Kunstakademie in Dresden bei Otto Gussmann und Ludwig von Hofmann.

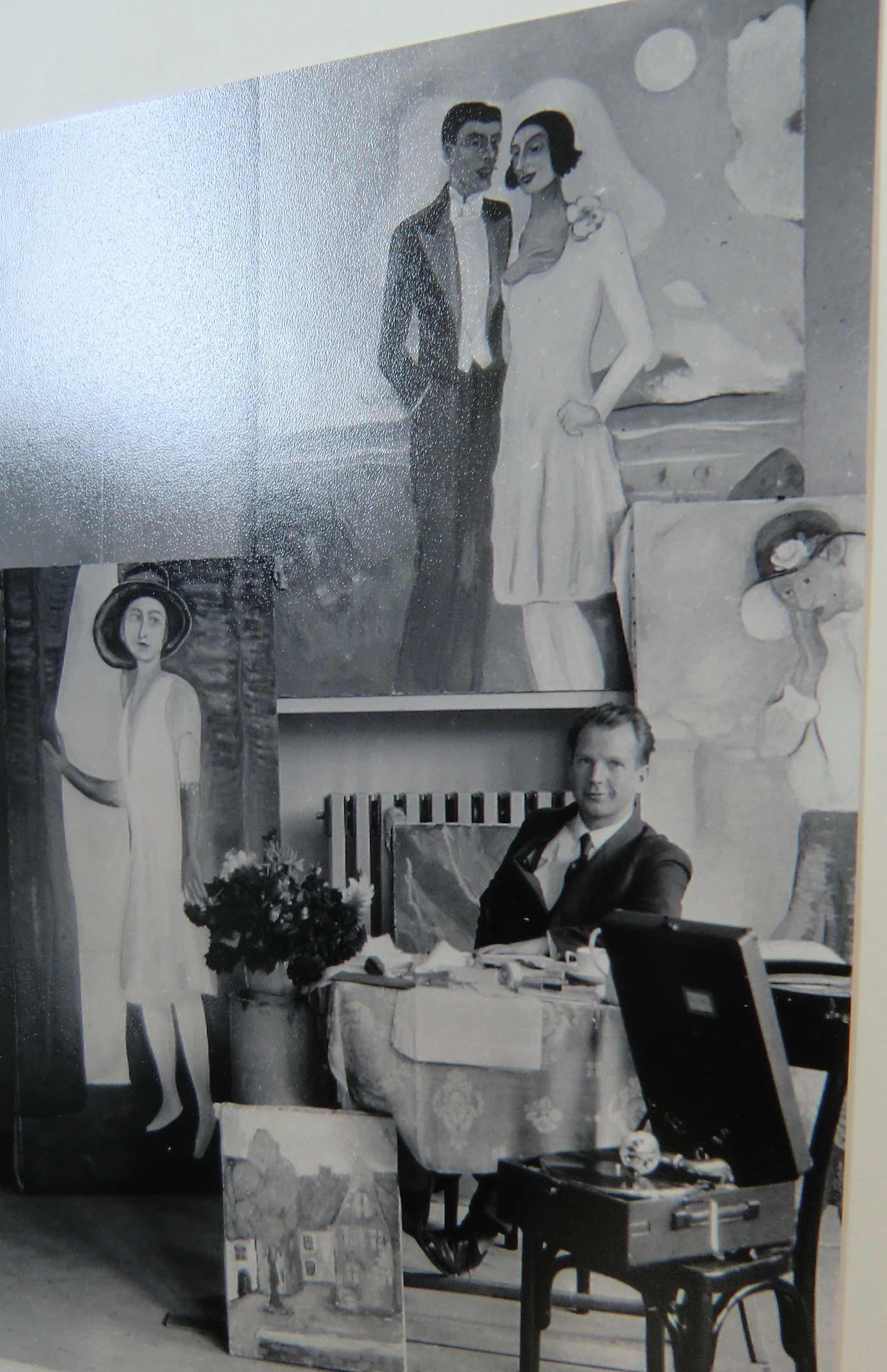
Schabbon im Berliner Atelier

Von Juli 1928 bis 1934 besuchte Florenz Robert Schabbon die Preußische Akademie der Künste in Berlin. 1932 wurde er Meisterschüler bei Max Slevogt. Mit Adolf Kessler und Curt Rothe arbeitete er an Slevogts Golgatha-Fresko, einem fast 100 m² großen religiösen Wandbild in der Friedenskirche in Ludwigshafen am Rhein. Die Kirche wurde am 17. Juli 1932 eingeweiht. 1944 wurde die Kirche durch einen Bombenangriff stark beschädigt und das Gemälde vernichtet.
Mit einem Stipendium wurde Schabbon u. a. unterstützt. vom vormals stellvertretendem Reichspräsidenten Dr. Simons. Im Januar 1934 bewarb Schabbon sich um ein Stipendium für die Künstlervilla Villa Romana in Florenz. Die Akademie der Künste urteilte „Aus künstlerischen Gründen sind keine Bedenken gegen die Zulassung Schabbons zu erheben.“ Allerdings wurde er aufgrund seiner sexuellen Orientierung als entarteter Künstler diffamiert und vom NS-Regime abgelehnt.
Schabbons Lebensgefährtin Elfriede Paul:  „Von den anderen bildenden Künstlern vom Steinplatz, mit denen ich näher in Berührung kam - alle waren Hitlergegner, manche sympathisierten mit der KPD, viele waren unklare Schwärmer -, wurde mir Robert Schabbon ein besonders enger Freund. Sein „Hänschen, der Gärtnerknabe“, ein Ölbild von intensivem Grün, beschaut mich noch heute von der Wand herab, wenn ich in meinem Ahrenshooper Heim in der Eßecke an dem langen Tisch sitze. Der Junge Maler hat frühen Tod gesucht.“ „Der „Gärtnerknabe Hänschen“ war Schabbons Lieblingsbild. Ich nahm es an mich, behielt es im Gedanken an einen Künstler, der uns mitten in seinem schöpferischen Leben resignierend allein gelassen hatte.“ Das Bild ist seit 1981 verschollen.
Seine letzte Ausstellung zu Lebzeiten war im Februar / März 1934 u. a. zusammen mit Ernst Barlach und Otto Pankow im Haus Wertheim auf der Freien Kunstschau, Berlin. Der Ausstellungsort wurde danach durch die Nationalsozialisten geschlossen.
Schabbon beging in seinem Atelier in der Kunstakademie Suizid.
1937 wurden in der Aktion „Entartete Kunst“ aus dem Städtischen Kunsthaus Bielefeld neben Werken von Ernst Barlach, Max Beckmann, Otto Dix, Erich Heckel, Oskar Kokoschka, August Macke, Franz Marc, Edward Munch, Emil Nolde, Max Pechstein, Karl Schmidt-Rottluff auch Werke von Schabbon beschlagnahmt. Nachweislich wurden sein Aquarell Kind und die Zeichnung Frau beschlagnahmt und zerstört. Als verfemte Kunst haben die meisten seiner Werke die Zeit des Nationalsozialismus nicht überstanden.

## Werke (Malerei, Auswahl)

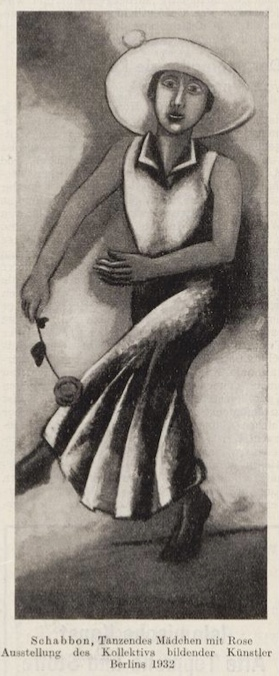
Tanzendes Mädchen mit Rose, 1932

- 1921: Kniender männlicher Akt in Landschaft (Öl)
- 1922: Weiblicher Akt in Landschaft (Öl)
- 1922: Drei Akte (Aquarell)
- 1928: Liegendes Mädchen mit Katze (Öl)
- um 1929: Das rote Kissen (Öl)
- um 1930: Frau und Dienerin (Öl)
- um 1932: Mädchen in grünem Hut (Öl)
- 1932: Tanzendes Mädchen mit Rose

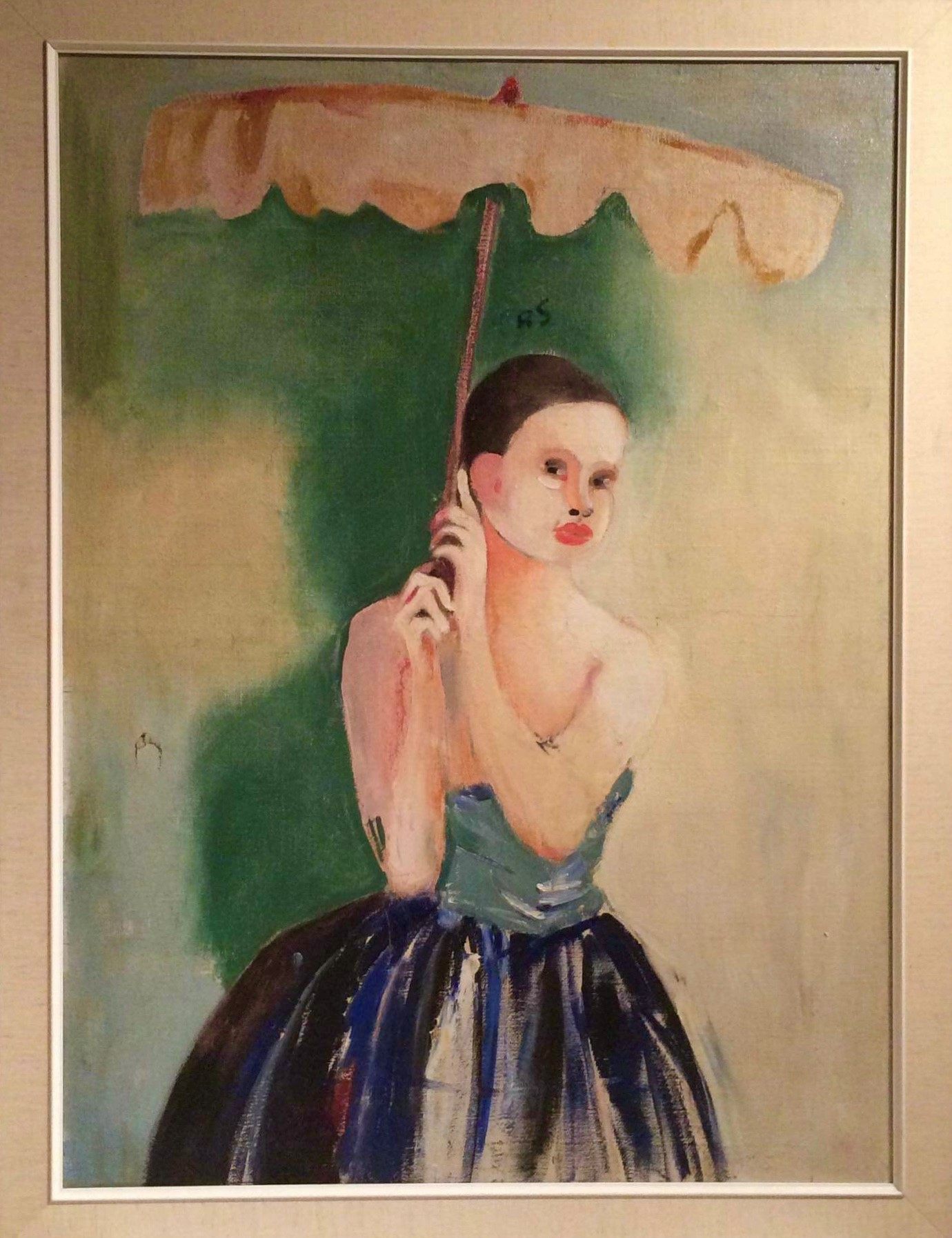
Tänzerin, zw. 1929 u. 1934, Ol / Leinwand, 133 × 100 cm (Bildnis von Hanna Berger)

- Tänzerin, zw. 1929 u. 1934, Ol / Leinwand, 133 × 100 cm (Bildnis von Hanna Berger) zw. 1929 und 1934: Tänzerin (Öl), (Bildnis von Hanna Berger)

## Werke (Gedichte, Auswahl)

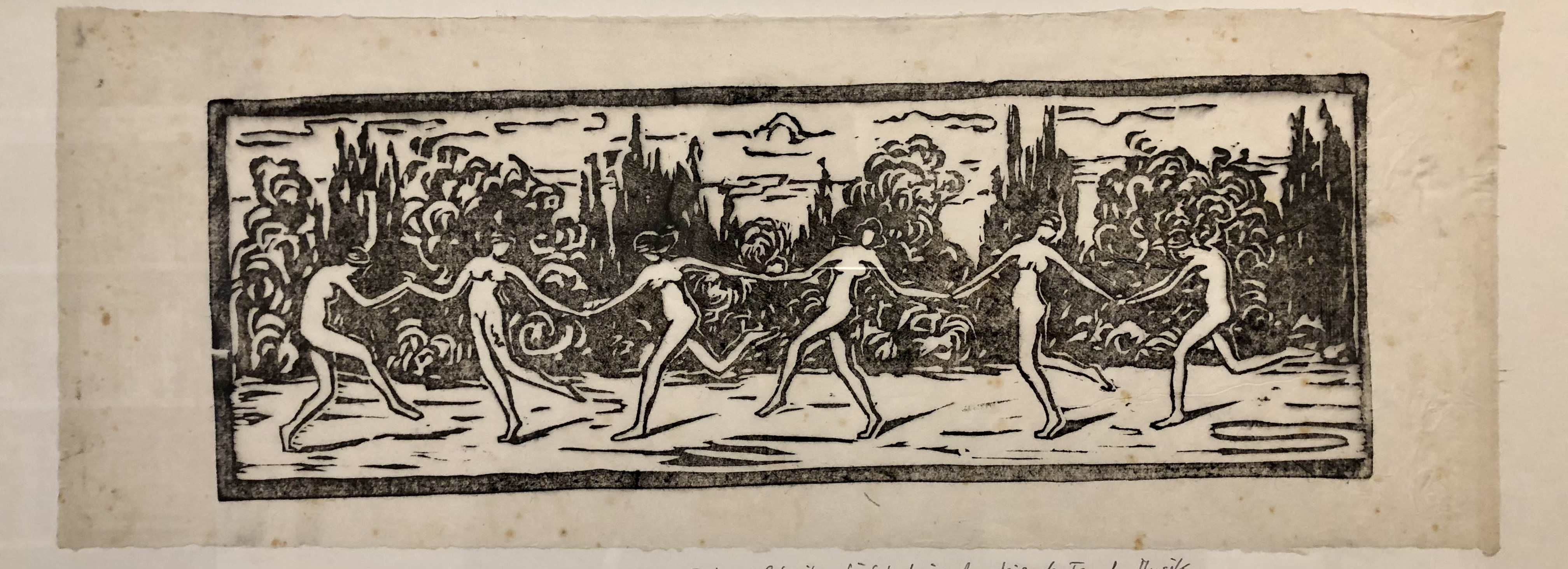
Holzdruck zum Gedicht: Tänzerinnen, 1922

- „Aufrauscht das Blut in den Adern jungen Leibes zur Frühe. Schreiten lächelnd in den steigenden Tag der Musik. Und es schwillt der Sang - enthastet und fliegt durch die Lüfte, bis er erschrickt und erschaudert und staunend verstummt. Ausstrecken Hände, scharf blicken, Augen klar leuchten. Lieben Leben, lieben Leiber - Menschen.“ Text Robert Schabbon, ca. 1922

## Wettbewerbe
- Nominiert zum Großen Staatspreis 1932 der Preußischen Akademie der Künste[12]
- Bewerbung für die Villa Romana, Florenz, 1934[7]

## Ausstellungen

### Zu Lebzeiten
- 1922: Eintracht, Bielefeld[13]
- 1926: Galerie Baumbach, Dresden[14]
- 1928: Berliner Secession
- 1929: Juryfreie Kunstschau, Berlin
- 1930: Ausstellung, Bielefeld
- 1932: Kollektiv Bildender Künstler, Berlin[15]
- 1934: Freie Kunstschau, Berlin

### Posthum
- 2009: Entdeckte Moderne – Werke aus der Sammlung Gerhard Schneider im Lindenau-Museum Altenburg (22. Februar – 10. Mai 2009)
- 2010: Entdeckte Moderne – Vom expressionistischen Aufbruch zur NS-Verfemung; Kunsthalle Jesuitenkirche Aschaffenburg (11. September – 21. November 2010)
- 2011: Entdeckte Moderne – Verfemte Kunst, Museum Moderner Kunst Wörlen Passau
- 2013: Anpassung – Überleben – Widerstand. Künstler im Nationalsozialismus, Lippisches Landesmuseum Detmold
- 2013: Anpassung – Überleben – Widerstand. Künstler im Nationalsozialismus, Kreismuseum Wewelsburg
- 2014: Anpassung – Überleben – Widerstand. Künstler im Nationalsozialismus, Städtische Galerie Iserlohn
- 2014: Anpassung – Überleben – Widerstand. Künstler im Nationalsozialismus, Museen der Stadt Lüdenscheid
- 2014: Anpassung – Überleben – Widerstand. Künstler im Nationalsozialismus, Kunstmuseum Wilhelm-Morgner-Haus Soest
- 2016: „Entartete Kunst“ – Verfolgung der Moderne im NS-Staat, Kallmann-Museum, Ismaning[16]
- 2017: Vor 80 Jahren: Die NS-Aktion »Entartete Kunst«, Kunstmuseum Solingen / Zentrum für verfolgte Künste
- 2024/2025 „Zerrissene Träume“ Sauerland-Museum, Arnsberg

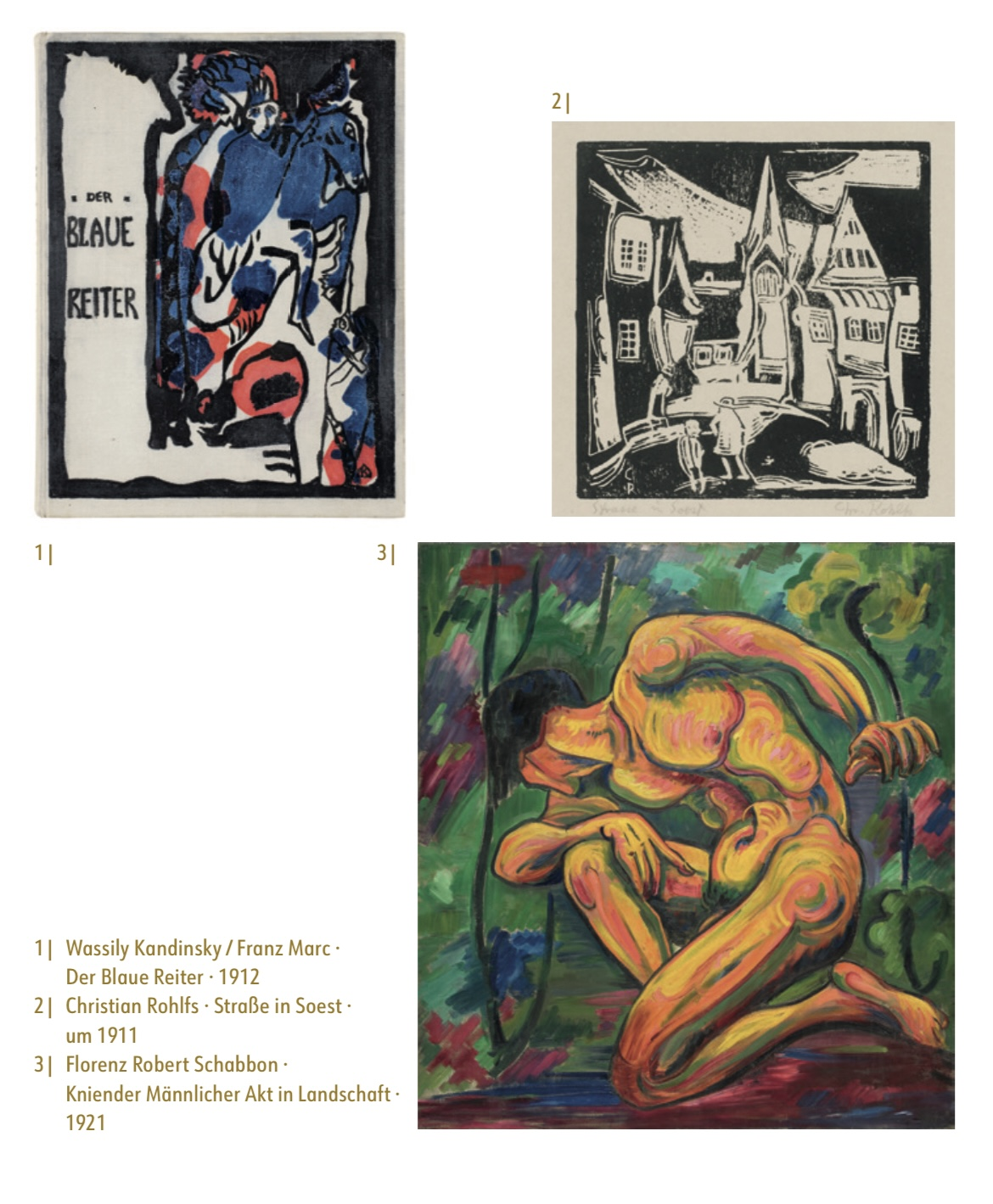
Ausstellungsflyer „Zerrissene Träume“ (Ausschnitt), Sauerland-Museum Arnsberg